# Karl Schweinshaut
Karl Schweinshaut (* 8. Oktober 1886 in Binau; † 23. Februar 1957) war ein deutscher Fußballspieler.

## Karriere
Schweinshaut gehörte dem Karlsruher FC Phönix, der sich ab 1912 – durch Zusammenschluss mit dem FC Alemannia – Karlsruher FC Phönix (Phönix-Alemannia) nannte, als Mittelfeldspieler an. 
In den vom Verband Süddeutscher Fußball-Vereine organisierten Meisterschaften bestritt er von 1905 bis 1908 innerhalb des Südkreises im Gau Mittelbaden für den Vorgängerverein des Karlsruher SC, von 1908 bis 1915 im leistungsdichteren und nicht in Gaue unterteilten Südkreis Punktspiele, aus dem er mit seiner Mannschaft 1909 als Meister hervorging und damit auch an der Endrunde um die Süddeutsche Meisterschaft teilnahm. In dieser setzte sich seine Mannschaft als Erster vor den übrigen drei Kreismeistern durch. Der Gewinn der Süddeutschen Meisterschaft berechtigte seine Mannschaft zur Teilnahme an der Endrunde um die Deutsche Meisterschaft. Er bestritt das mit 5:0 gegen den München-Gladbacher FC 94 gewonnene Viertelfinale, das mit 9:1 gegen den SC Erfurt 1895 gewonnene Halbfinale und das mit 4:2 gegen den BTuFC Viktoria 89 gewonnene Finale. Als Titelverteidiger kam er nochmals 1910 beim 2:1-Viertelfinalsieg beim VfB Leipzig zum Einsatz; sein Verein schied im Halbfinale mit 1:2 gegen den späteren Deutschen Meister Karlsruher FV aus dem Wettbewerb aus.

## Erfolge
- Deutscher Meister 1909
- Süddeutscher Meister 1909
- Südkreismeister 1909